# Oskar von Reichenbach (General)
Theodor Ewald Oskar von Reichenbach (* 6. Mai 1848 in Eberswalde; † 26. Januar 1922 in Braunschweig) war ein preußischer Generalleutnant.

## Leben

### Herkunft
Reichenbach entstammte einer Adelsfamilie, deren Reichsadel am 21. November 1719 in Wien bestätigt wurde. Er war der Sohn des preußischen Oberst Ernst von Reichenbach (1813–1893) und dessen Ehefrau Hermine, geborene Kähne (1821–1904).

### Militärkarriere
Reichenbach schlug nach dem Schulabschluss die preußische Militärlaufbahn ein und war als Generalleutnant vom 20. März 1906 bis 4. März 1908 Kommandeur der 2. Division.

### Familie
Am 23. September 1880 heiratete er in Groß Lichterfelde Agathe Lehrs (* 9. August 1858 in Berlin; † 18. Mai 1932 in Braunschweig), die Tochter des jüdischen Kaufmanns Philipp Lehrs und der Margarete Behrend. Aus dieser Ehe gingen zwei Töchter und zwei Söhne hervor.